# ميخائيل جي. إغان
ميخائيل جي. إغان هو سياسي أمريكي، ولد في 8 أغسطس 1926، وتوفي في 7 يناير 2016. نشط حزبياً في الحزب الجمهوري. وقد انتخب عضو مجلس نواب جورجيا ‏.